# Camillo Rospigliosi (militare)
Camillo Francesco Maria Rospigliosi, principe di Zagarolo (Firenze, 15 ottobre 1850 – Roma, 6 giugno 1915), è stato un nobile, militare e politico italiano.
Fu comandante della Guardia nobile pontificia dal 1901 al 1915.

## Biografia
Nato a Firenze il 15 ottobre 1850, Camillo era il figlio secondogenito di Clemente Rospigliosi, VII principe Rospigliosi e di sua moglie, la nobildonna francese Francesca de Nompère de Champagny. Suo padre, legatissimo alla corte granducale di Toscana e amico del principe Ferdinando di Toscana, si trasferì poco dopo la sua nascita definitivamente a Firenze dove rimase per il decennio successivo, sino all'annessione del territorio al neonato regno d'Italia, fatto che costrinse i Rospigliosi a fare ritorno a Roma. Il bisnonno materno fu generale sotto Napoleone Bonaparte e la trisavola materna, Elisabeth Françoise Baude de la Vieuville, fu dama di compagnia dell'imperatrice Giuseppina di Beauharnais prima e dell'imperatrice Maria Luisa d'Asburgo-Lorena in seguito. Il suo bisnonno materno fu Jean-Baptiste Nompère de Champagny, già ambasciatore di Napoleone a Vienna e ministro dell'interno francese, creato duca di Cadore al Congresso di Vienna. Tramite la famiglia di suo padre era inoltre imparentato col futuro re d'Italia, Vittorio Emanuele II di Savoia.
Desideroso di intraprendere come molti suoi antenati la carriera militare, entrò nelle fila dell'esercito pontificio col grado di tenente, combattendo per la difesa della Roma papalina durante l'invasione piemontese a Porta Pia nel settembre del 1870, e poi ai combattimenti all'interno delle mura leonine sotto il comando del generale Hermann Kanzler.
Nel 1901, succedendo a Paolo Altieri, VIII principe di Oriolo, venne nominato comandante della Guardia nobile pontificia, incarico che mantenne sino alla propria morte, avvenuta in Roma il 6 giugno 1915.

## Matrimonio e figli
Il 25 giugno 1876, a Roma, Camillo sposò la principessa Elena Giustiniani Bandini. La coppia ebbe i seguenti eredi:
- Giambattista (1877-1956), sposò Ethel Bronson e poi la principessa Flaminia Odescalchi
- Ottavia (1878-1968), sposò il conte Roberto Vimercati Sanseverino
- Tommaso (1879-1958), sposò Beatrice Viti Mariani
- Francesco (1880-1943), sposò Laura McDonald Stallo
- Lodovico (1881-1917), sposò Mildred Haseltine
- Ferdinando (1883-1950), sposò Yvonne Baronne de Villenfagne de Sorinnes e poi Maria Teresa Montanucci
- Maria Camilla (1886-1953)
- Maria Maddalena (1889-1966), sposò il conte Ardicino della Porta di Carpine
- Carolina (1891-1961), sposò Paolo Poggioli
- Clemente (1893-1963), sposò Claire Weil

## Albero genealogico
|                                                       |                                                      |                                                          | Genitori                                                             |  |  | Nonni |  |  | Bisnonni                                     |  |  | Trisnonni                                              |  |
|                                                       |                                                      |                                                          |                                                                      |  |  |       |  |  | Giuseppe Rospigliosi, V principe Rospigliosi |  |  | Giovanni Battista Rospigliosi, IV principe Rospigliosi |  |
|                                                       |                                                      |                                                          |                                                                      |  |  |       |  |  | Giuseppe Rospigliosi, V principe Rospigliosi |  |  | Giovanni Battista Rospigliosi, IV principe Rospigliosi |  |
|                                                       |                                                      | Eleonora Caffarelli                                      |                                                                      |  |  |       |  |  | Giuseppe Rospigliosi, V principe Rospigliosi |  |  |                                                        |  |
| Giulio Cesare Rospigliosi, VI principe Rospigliosi    |                                                      |                                                          |                                                                      |  |  |       |  |  | Giuseppe Rospigliosi, V principe Rospigliosi |  |  |                                                        |  |
|                                                       |                                                      | Maria Ottavia Odescalchi                                 | Livio Odescalchi, II principe Odescalchi                             |  |  |       |  |  |                                              |  |  |                                                        |  |
|                                                       |                                                      | Maria Ottavia Odescalchi                                 | Livio Odescalchi, II principe Odescalchi                             |  |  |       |  |  |                                              |  |  |                                                        |  |
|                                                       |                                                      | Maria Ottavia Odescalchi                                 | Maria Vittoria Corsini                                               |  |  |       |  |  |                                              |  |  |                                                        |  |
| Clemente Rospigliosi, VII principe Rospigliosi        |                                                      | Maria Ottavia Odescalchi                                 |                                                                      |  |  |       |  |  |                                              |  |  |                                                        |  |
|                                                       |                                                      | Filippo III Colonna di Paliano, X principe di Paliano    | Lorenzo Onofrio Colonna, XI principe di Paliano                      |  |  |       |  |  |                                              |  |  |                                                        |  |
|                                                       |                                                      | Filippo III Colonna di Paliano, X principe di Paliano    | Lorenzo Onofrio Colonna, XI principe di Paliano                      |  |  |       |  |  |                                              |  |  |                                                        |  |
|                                                       |                                                      | Filippo III Colonna di Paliano, X principe di Paliano    | Marfisa d'Este di San Martino                                        |  |  |       |  |  |                                              |  |  |                                                        |  |
| Margherita Colonna di Paliano                         |                                                      | Filippo III Colonna di Paliano, X principe di Paliano    |                                                                      |  |  |       |  |  |                                              |  |  |                                                        |  |
|                                                       |                                                      | Caterina di Savoia-Carignano                             | Luigi Vittorio di Savoia-Carignano, principe di Carignano            |  |  |       |  |  |                                              |  |  |                                                        |  |
|                                                       |                                                      | Caterina di Savoia-Carignano                             | Luigi Vittorio di Savoia-Carignano, principe di Carignano            |  |  |       |  |  |                                              |  |  |                                                        |  |
|                                                       |                                                      | Caterina di Savoia-Carignano                             | Cristina Enrichetta d'Assia-Rheinfels-Rotenburg                      |  |  |       |  |  |                                              |  |  |                                                        |  |
| Camillo Rospigliosi                                   |                                                      | Caterina di Savoia-Carignano                             |                                                                      |  |  |       |  |  |                                              |  |  |                                                        |  |
|                                                       | Jean-Baptiste Nompère de Champagny, I duca di Cadore | Charles de Nompère de Champagny, IV signore di Champagny |                                                                      |  |  |       |  |  |                                              |  |  |                                                        |  |
|                                                       | Jean-Baptiste Nompère de Champagny, I duca di Cadore | Charles de Nompère de Champagny, IV signore di Champagny |                                                                      |  |  |       |  |  |                                              |  |  |                                                        |  |
|                                                       | Jean-Baptiste Nompère de Champagny, I duca di Cadore | Geneviève Dubost de Boisvert                             |                                                                      |  |  |       |  |  |                                              |  |  |                                                        |  |
| Louis-Alix de Nompère de Champagny, II duca di Cadore | Jean-Baptiste Nompère de Champagny, I duca di Cadore |                                                          |                                                                      |  |  |       |  |  |                                              |  |  |                                                        |  |
|                                                       |                                                      | Victoire-Blandine Hue de Grosbois                        | Pierre-Antoine Hue de Grosbois, signore di Grosbois                  |  |  |       |  |  |                                              |  |  |                                                        |  |
|                                                       |                                                      | Victoire-Blandine Hue de Grosbois                        | Pierre-Antoine Hue de Grosbois, signore di Grosbois                  |  |  |       |  |  |                                              |  |  |                                                        |  |
|                                                       |                                                      | Victoire-Blandine Hue de Grosbois                        | Anne Claudine Courtin de Saint-Vincent                               |  |  |       |  |  |                                              |  |  |                                                        |  |
| Francesca de Nompère de Champagny                     |                                                      | Victoire-Blandine Hue de Grosbois                        |                                                                      |  |  |       |  |  |                                              |  |  |                                                        |  |
|                                                       |                                                      | Joseph Lagrange, conte                                   | Arnaud Lagrange                                                      |  |  |       |  |  |                                              |  |  |                                                        |  |
|                                                       |                                                      | Joseph Lagrange, conte                                   | Arnaud Lagrange                                                      |  |  |       |  |  |                                              |  |  |                                                        |  |
|                                                       |                                                      | Joseph Lagrange, conte                                   | Anne Barciet de Labusquette                                          |  |  |       |  |  |                                              |  |  |                                                        |  |
| Caroline-Elisabeth Lagrange                           |                                                      | Joseph Lagrange, conte                                   |                                                                      |  |  |       |  |  |                                              |  |  |                                                        |  |
|                                                       |                                                      | Marie Françoise Jeanne de Talhouet-Bonamour              | Louis Céleste Frédéric de Talhouet, II marchese di Talhouet d'Acigné |  |  |       |  |  |                                              |  |  |                                                        |  |
|                                                       |                                                      | Marie Françoise Jeanne de Talhouet-Bonamour              | Louis Céleste Frédéric de Talhouet, II marchese di Talhouet d'Acigné |  |  |       |  |  |                                              |  |  |                                                        |  |
|                                                       |                                                      | Marie Françoise Jeanne de Talhouet-Bonamour              | Elisabeth Françoise Baude de la Vieuville                            |  |  |       |  |  |                                              |  |  |                                                        |  |
|                                                       |                                                      | Marie Françoise Jeanne de Talhouet-Bonamour              |                                                                      |  |  |       |  |  |                                              |  |  |                                                        |  |